# Чёрный Грунь
Чёрный Грунь — гора в массиве Горганы (Украинские Карпаты). Расположена в пределах  Раховского района Закарпатской области, северо-западнее села  Чёрная Тиса.
Высота 1486 г. Чёрный Грунь расположена в юго-восточном конце  Братковского хребта. Вершина незалесненная, местами есть каменные осыпи. Склоны крутые (особенно восточные), северо-западный склон полого переходит в перемычку, которой можно подняться на гору Чёрная Клева (1719 м).